# Thor Stöckel
Thor Stöckel född 3 februari 1960 i Kiruna, är en tidigare ishockeyspelare (forward) och 2008-2015 vice klubbdirektör i Luleå Hockey. Stöckel är hockeyfostrad i Kiruna AIF och spelade sen elithockey i Västerås Hockey 1983-1987.